# Cyprinion macrostomum
Cyprinion macrostomus è un pesce d'acqua dolce appartenente alla famiglia Cyprinidae.

## Distribuzione e habitat
Questa specie è diffusa in varie aree dell'Asia minore (Iran, Iraq) e nella Turchia orientale (bacini dei fiumi Tigri ed Eufrate). Vive in acque anche molto calde (anche 35-36 °C).

## Descrizione
Il corpo è tipicamente da Ciprinide: tozzo, compresso ai fianchi, con peduncolo caudale allungato e pinne robuste. È ricoperto di grosse scaglie argentee. La livrea è semplice: è grigio-argenteo con dorso più scuro, tendente al color petrolio. Le pinne sono bruno-rosate.

## Alimentazione
Viene considerato un "pesce spazzino", in quanto si nutre di plancton e residui vari, compresi quelli presenti sulla pelle. La fama di questi pesci si deve ad una pozza naturale presente a Kangal, in Turchia, dove si è notato che mangiano i frammenti di pelle morta sulla superficie del corpo, portando in particolare dei benefici (anche se temporanei) ai malati di psoriasi. 
È stato ipotizzato che questo effetto benefico sia dovuto anche ad altri elementi climatici o relativi alle caratteristiche dell'acqua di quella pozza, ad esempio, i raggi ultravioletti o il selenio. Tuttavia si è notato che allevando questi pesci in vasche apposite (di cui si sono attrezzati alcuni bagni e stabilimenti termali) ed immergendovi pazienti, la loro sola azione sulla pelle senza altri fattori comporta comunque un miglioramento dei sintomi di questa malattia molto diffusa. Tale terapia dura circa 30 minuti, gli effetti sono immediati e durano circa 3 mesi prima di dover ripetere il trattamento.